# 핀란드의 유럽장관
핀란드의 유럽장관(핀란드어: Suomen eurooppaministeri 수오멘 에우로파미니스테리[*])은 핀란드 외무부의 정무직 공무원 중 하나로, 핀란드의 범유럽적 협력에 관한 업무를 담당한다. 대개 유럽장관은 다른 각료가 겸직한다. 현임 유럽장관은 문화체육장관을 겸하고 있는 청색미래당의 삼포 테르호다.

## 역대 장관
| 각료              | 정당                            | 정당       | 임기                            | 내각         | 겸직         |
| ----------------- | ------------------------------- | ---------- | ------------------------------- | ------------ | ------------ |
| 아스트리드 토르스 |                                 | 스웨덴인당 | 2007년 4월 19일-2010년 6월 21일 | 제2차 반하넨 | 이민장관     |
| 아스트리드 토르스 | 2010년 6월 22일-2011년 6월 21일 | 스웨덴인당 | 키비니에미                      |              | 이민장관     |
| 알렉산데르 스투브 |                                 | 국민연합당 | 2011년 6월 22일-2014년 6월 24일 | 카타이넨     | 대외무역장관 |
| 레니타 토이바카   |                                 | 국민연합당 | 2014년 6월 24일-2015년 5월 29일 | 카타이넨     | 대외무역장관 |
| 티모 소이니       |                                 | 핀인당     | 2015년 5월 29일-2017년 5월 5일  | 시필래       | 외무장관     |
| 삼포 테르호       |                                 | 핀인당     | 2017년 5월 5일-현재             | 시필래       | 문화체육장관 |
| 삼포 테르호       | 청색미래당                      |            | 2017년 5월 5일-현재             | 시필래       | 문화체육장관 |